# Giovanni II. Bentivoglio

Ercole de’ Roberti, Bildnis des Giovanni II. Bentivoglio, um 1480, National Gallery of Art

Giovanni II. Bentivoglio (* 12. Februar 1443 in Bologna; † 15. Februar 1508 in Mailand) war ein italienischer Adliger, der von 1463 bis 1506 als Alleinherrscher in Bologna regierte. Er trug keinen offiziellen Titel, hatte aber als „erster Bürger“ die Macht. Die Familie Bentivoglio regierte Bologna seit 1443 und versuchte mehrfach, die Signoria wiederherzustellen.

## Vorgeschichte
Giovanni II. war ein Sohn von Annibale I. Bentivoglio, der zu der Zeit Herrscher in der Stadt war. Seine Mutter war Donnina Visconti. Er war noch ein Kind, als sein Vater von seinem Rivalen Battista Canneschi im Juni 1445 ermordet wurde.
Die Nachfolge des Toten trat Sante I. an, dessen Herkunft ungeklärt ist. Angeblich war er ein Sohn Ercole Bentivoglios, eines Cousins von Annibale I. Sante war ursprünglich ein Lehrling der Wollmacher-Gilde von Florenz und regierte ab 1443 in Bologna. Als Sante 1463 starb, machte sich Giovanni II. Bentivoglio zum Herrscher über die Stadt, die eigentlich ein Lehen der Kirche war, geführt von einem päpstlichen Gesandten. 1464 erhielt er von Papst Paul II. das Privileg, sich als ständiges Oberhaupt des Senats von Bologna zu bezeichnen.
Sante hatte am 8. März 1454 Ginevra Sforza (1440–1507) geheiratet. Nach dessen Tod heiratete Giovanni die junge Witwe am 2. Mai 1464. Ginevra gebar ihm 16 Kinder, von denen elf das Kindesalter überlebten.
Machiavelli schrieb über die Vorgänge: 

„Als Herr Hannibal Bentivogli, Großvater des jetzigen Hannibal und Fürst zu Bologna, von den Canneschi, die wider ihn sich verschworen hatten, ermordet worden, und weiter niemand von ihm nachblieb als Herr Johann, der noch in Windeln lag, erhub sich auf diese Mordtat plötzlich das Volk, und tötete alle Canneschi; was eine Wirkung der Volksgunst war, deren das Haus der Bentivogli zu jener Zeit in Bologna genoß: und so groß war diese, daß, da nach dem Tod des Hannibal niemand übrig war, der den Staat zu regieren geschickt gewesen, und man erfuhr daß noch zu Florenz ein Sprößling der Bentivogli wär, den man bisher für den Sohn eines Schmiedes gehalten hatte, die Bologneser um dessentwillen sich nach Florenz begaben, und ihm die Regierung ihrer Stadt übertrugen, welche so lange von ihm verwaltet ward, bis Herr Johann in die Jahre kam, um selbst regieren zu können.“

## Herrscher von Bologna
Um sich die Unterstützung der anderen mächtigen Familien Italiens zu sichern, kämpfte Giovanni persönlich als Condottiere. 1467 stand er im Dienst der Städte Florenz, Neapel und Mailand gegen Bartolomeo Colleoni und 1471 wieder im Dienste Mailands. Zu nennenswerten militärischen Taten kam er aber erst 1477, als er für die Sforza die Stadt Faenza belagerte. 1482 half er Ercole d’Este gegen Papst Sixtus IV. und Venedig. Später kämpfte er in kleineren Konflikten für das Königreich Neapel.
Im Jahr 1488 tötete seine Tochter Francesca ihren Ehemann Galeotto Manfredi, Herrscher von Faenza. Die Einwohner der Stadt sahen die Tat als Versuch, die Macht zu erobern, und rebellierten. Als Giovanni die Stadt erreichte, um die Rebellion zu unterdrücken, wurde er gefangen genommen, jedoch nach Intervention durch Lorenzo de’ Medici wieder freigelassen. Im selben Jahr wurde Giovanni Capitano Generale (Oberbefehlshaber) der Mailänder Armee. Das war ein eher formeller Titel, denn Giovanni überließ die Pflichten des Kommandos seinen Söhnen. 1488 unterdrückte er eine Verschwörung, die die Familie Malvezzi gegen ihn angezettelt hatte. Fast alle Malvezzis wurden gehängt oder verbannt. 1501 ereilte die Familie Marescotti dasselbe Schicksal.
Bentivoglio war es lange Zeit gelungen, den Machtbestrebungen Cesare Borgias zu widerstehen, doch am 7. Oktober 1506 erließ Papst Julius II. eine Bulle, die Giovanni absetzte und exkommunizierte und die Stadt unter Kirchenrecht stellte. Als die päpstlichen Truppen, unterstützt durch ein Kontingent, das Ludwig XII. von Frankreich entsandt hatte, gegen Bologna marschierten, floh Bentivoglio mit seiner Familie. Julius II. zog am 10. November triumphal in die Stadt ein.
Giovanni ging anfangs nach Busseto, dem Sitz der Familie Pallavicini. Ein Versuch seiner Söhne Annibale II. und Ermes, die Macht in Bologna zurückzuerobern, schlug 1507 fehl. Die Bologneser randalierten in der Folge wiederholt gegen seine Besitzungen in der Stadt und zerstörten seinen Palast.
Giovanni beendete seine Tage als Gefangener Ludwigs XII. in Mailand. Er starb 1508 im Mailänder Castello Sforzesco.

## Hinterlassenschaft
Giovanni II. Bentivoglio übte für beinahe ein halbes Jahrhundert eine strenge Herrschaft aus. Er unterhielt einen prächtigen Hof und verschönerte die Stadt, insbesondere, indem er ihre Wasserstraßen entwickelte. Das Elend der Armen stand jedoch in krassem Gegensatz zum Glanz der Stadt und ihren Festen.
Unter den Projekten, die er in Auftrag gab, waren die Fresken, die das Leben der Heiligen Cäcilia beschreiben. Die Bilder wurden von Künstlern gemalt, die zu jener Zeit in der Stadt lebten: Francesco Francia, Lorenzo Costa und Amico Aspertini. Lorenzo Costas Die Madonna mit der Familie Bentivoglio wurde von Giovanni Bentivoglio in Auftrag gegeben zum Dank dafür, dass die Familie einem versuchten Massaker durch die Malvezzis entgangen war. Bentivoglio beauftragte auch den Architekten G. Nadi mit dem Bau des prächtigen Palazzo Bentivoglio, der 1498 begonnen wurde. Der Bologneser Architekt Aristotele Fioravanti, der sich später in Russland niederließ, erstellte die Pläne für die Erneuerung der Fassade des Palazzo del Podestà. Diese Arbeiten wurden erst 1484 bis 1494 durchgeführt.

## Trivia
Bentivoglio soll den Astrologen Luca Gaurico über sein Schicksal befragt haben. Er war aber mit dessen Prognose nicht zufrieden, so ließ er ihn foltern und in die Verbannung schicken.